# Bulbophyllum rhynchoglossum
Bulbophyllum rhynchoglossum é uma espécie de orquídea (família Orchidaceae) pertencente ao gênero Bulbophyllum. Foi descrita por Schltr. em 1910.